# Тератология
Тератологията (от гръцки: тератос – „чудовище“, логос – „наука“) е наука, която изучава аномалиите, възникващи по време на вътреутробното развитие на човешкия зародиш. Тя е в пряка зависимост от науките генетика, хистология, ембриология, анатомия и цитология. Друг термин за нея е „дисморфология“ (от гръцки: изучаване на абнормалните форми).
Терминът е въведен през 1960-те от д-р Дейвид У. Смит (1926 – 1981 г.) от Медицинското училище на Вашингтонския университет (той е един от изследователите, които по-късно откриват феталния алкохолен синдром).
Новородени с тежки вродени дефекти, или деформации, рядко оцеляват. Има обаче и изключения. Някои специфични случаи, например сиамските близнаци, преди са се смятали за обект на тератологията, но сега често могат да бъдат разделени по оперативен път.
Раждането на малформирани бебета е добре документиран факт. Отношението към новородените и техните родители варира при различните култури от съчувствие или почитание до отхвърляне и враждебност.
Причините за получаване на малформирани ембриони са многобройни. Някои от тях се дължат на генетични отклонения. Други могат да са резултат от действието на тератогенни фактори. Малък процент могат да се дължат на негенетични заболявания на майката, които оказват влияние върху развитието на плода.